# Baleczky Annamária
Baleczky Annamária (Budapest, 1947. december 13. – Budapest, 2018. október 4.) a Magyar Rádió és a Magyar Televízió bemondója, újságíró. Baleczky Emil nyelvész, műfordító lánya.

## Élete
1967–1971 között a XII. kerületi tanács előadója volt, 1971–73 között a Magyar Rádió politikai adások főszerkesztőségén dolgozott. 1973-ban ott kezdődött el a bemondói karrierje is.
Huszonhat éven keresztül – 1974-től 2000-ig – volt a Magyar Televízió bemondója, 1977-től újságíró. Szerepelt szilveszteri műsorban is, és vezette a lottósorsolást. 1980-ban mint narrátor szerepelt Bódy Gábor Nárcisz és Psyché című alkotásában. 1998-ban közreműködött a Közelednek az ünnepek – Televíziósok a televízióért című karácsonyi maxi cd-n.
1977–78-ban a MÚOSZ Bálint György Újságíró Iskolájának művelődéspolitikai szakára járt.[forrás?]
2006 tavaszán ért véget bemondói pályafutása. Ekkor döntött úgy a köztévé vezetősége, hogy a bemondóknak eltűnt a feladatkörük, így nincs szükség az ő munkájára sem. Ezt követően teljesen visszavonult a nyilvánosságtól.
2017-től, a férje halála után egy budai idősek otthonában élt, közeli hozzátartozója nem maradt.
2018. október 4-én hetvenévesen hunyt el.